# Venlose Senioren Partij
De Venlose Senioren Partij (VSP) is een lokale ouderenpartij in de Nederlandse gemeente Venlo.

## Geschiedenis
De VSP werd opgericht op 2 november 2021, en is ontstaan uit landelijke ouderenpartij 50PLUS. Twee van de drie raadsleden stapten uit de Venlose 50PLUS-fractie, uit onvrede met de structuur van de partij. Nadat de Venlose afdeling wethouder Sjors Peeters als lijsttrekker had voorgedragen voor de verkiezingen van maart 2022, stelde de landelijke partij dat de Venlose afdeling formeel niet bestond, en daar dus niet over ging. De afgesplitste raadsleden zouden de coalitie, waar 50PLUS deel van was, blijven steunen. Later stapte ook Peeters zelf over, waarna hij lijsttrekker werd van de VSP.
Bij de verkiezingen behaalde de partij 4 van de 39 zetels. De partij zou echter maar drie zetels innemen. Oruç, die met voorkeurstemmen was verkozen, splitste zich namelijk direct af. Gezien hij veroordeeld was voor hypotheekfraude, spraken Oruç en de VSP af dat hij kon toetreden tot de fractie als hij een Verklaring omtrent het gedrag (VOG) had. Hij had deze op dat moment niet, waardoor hij als eenmansfractie verderging. Beide fracties zouden in de periode 2022-2026 deel uitmaken van de oppositie.

## Standpunten
Enkele speerpunten van de partij bij de verkiezingen van 2022 waren:
- Meer woningen voor ouderen
- Een eigen budget voor dorps- en wijkraden
- Terugdringen van eenzaamheid
- Ondersteuning van sportaccommodaties